# Indiscerníveis
Indiscerníveis, em lógica matemática, são objetos que não podem ser distinguidos por nenhuma propriedade ou relação definida por uma fórmula. Normalmente são consideradas apenas fórmulas de primeira ordem.

## Exemplos
Se a, b, and c são diferentes e {a, b, c} é um conjunto de indiscerníveis, então, por exemplo, para cada fórmula binária φ, nós devemos ter
{\displaystyle [\varphi (a,b)\land \varphi (b,a)\land \varphi (a,c)\land \varphi (c,a)\land \varphi (b,c)\land \varphi (c,b)]\lor [\lnot \varphi (a,b)\land \lnot \varphi (b,a)\land \lnot \varphi (a,c)\land \lnot \varphi (c,a)\land \lnot \varphi (b,c)\land \lnot \varphi (c,b)]\,.}
Historicamente, a identidade dos indiscerníveis é uma das leis do pensamento de Leibniz.

## Generalizações
Em alguns contextos se considera a noção mais geral de ordem de indiscerníveis, e o termo sequência de indiscerníveis frequentemente se refere implicitamente a sua noção mais fraca. Em nosso exemplo de fórmulas binárias, dizer que a tripla (a, b, c) de elementos distintos é uma sequencia de indiscerníveis implica
{\displaystyle ([\varphi (a,b)\land \varphi (a,c)\land \varphi (b,c)]\lor [\lnot \varphi (a,b)\land \lnot \varphi (a,c)\land \lnot \varphi (b,c)])\land ([\varphi (b,a)\land \varphi (c,a)\land \varphi (c,b)]\lor [\lnot \varphi (b,a)\land \lnot \varphi (c,a)\land \lnot \varphi (c,b)])\,.}

## Aplicações
Ordem de indiscerníveis tem lugar de destaque na teoria dos cardinais de Ramsey, e cardinais de Erdös.

## References
- Jech, Thomas. Set Theory Third Millennium ed. Berlin, New York: Springer-Verlag